# Rosario Bourdon
Joseph Charles Rosario Bourdon (6 mars 1885 – 24 avril 1961) était un violoncelliste, violoniste, chef d'orchestre, arrangeur musical et compositeur canadien-français. Il était un enfant prodige maîtrisant plusieurs instruments. Bourdon travailla la majeure partie de sa vie pour la Victor Talking Machine Company où il exerça une influence considérable.

## Enfance
Bourdon est né à Longueuil, Québec, dans une famille aux multiples talents musicaux. Son père, Joseph-Horace-Rosario, était un chanteur amateur. Louis-Honoré Bourdon, son demi-frère était un impresario renommé. Caroline Derome, sa mère, débuta au violoncelle son instruction musicale quand il avait sept ans. Elle le confia plus tard à Jean-Baptiste Dubois,, un violoncelliste professionnel en mesure d'amener Rosario plus loin dans la maîtrise de l'instrument. Au même moment, Bourdon apprit à jouer du piano.
En 1897, Bourdon fut invité à aller au conservatoire de Gand en Belgique. Là il continua sa formation au violoncelle avec Joseph Jacob. Il apprit bien, recevant le premier prix avec grande distinction dans une compétition scolaire après y être resté seulement huit mois. Il fit une tournée européenne par la suite. En 1899, il retourna au Canada pour une tournée, et fut bien reçu à Montréal et Québec.

## Carrière
Bourdon déménagea aux États-Unis où les perspectives de carrière étaient meilleures qu'au Canada. De 1902 à 1904, il joua avec l'Orchestre symphonique de Cincinnati. Il revint au Québec à l'été 1903 pour exécuter Le Désir avec l'Orchestre symphonique de Québec lors de l'ouverture de l'Auditorium de Québec le 31 août 1903. En 1904, il déménagea à Philadelphia où il joua avec l'Orchestre de Philadelphie.
En 1905, il fit son premier enregistrement pour la Victor Talking Machine Company. En 1908, il déménagea de nouveau, cette fois à Saint Paul, Minnesota. En 1909, la Victor Talking Machine Company engagea Bourdon comme violoncelliste-maison, et il fit de nombreuses tâches pour la compagnie. Il accompagna au piano et au violoncelle des artistes de la Victor. Il fut chef d'orchestre pour la Victor Concert Orchestra, la Victor Symphony Orchestra, la Victor Salon Orchestra et occasionnellement le Sousa's Band. Des milliers d'enregistrements où Bourdon fut chef d'orchestre ou instrumentiste sont documentés dans le EDVR (Encyclopedic Discography of Victor Recordings). En 1920, il fut promu codirecteur musical de la Victor, un poste partagé avec Josef Pasternack. En 1922, il est naturalisé citoyen des États-Unis.
Bourdon quitta la Victor en 1931. Par la suite, il travailla à divers emplois dans l'industrie musicale. Il dirigea les parties musicales des films de Laurel et Hardy et les dessins animés Mickey Mouse de Walt Disney. De 1927 à 1938, il dirigea les Cities Service Concerts de la radio NBC. Le programme était en onde depuis seulement une demi-saison avant que Bourdon prenne en charge la direction. Il a duré onze autres saisons et connut beaucoup de succès. Il travailla comme directeur musical à Muzak, Brunswick Records et Thesaurus Records. Bourdon fut engagé pour diriger le tout nouvel Orchestre symphonique de Montréal, qui donna son premier concert le 4 janvier 1935 à l'Auditorium Le Plateau. Il resta à ce poste plusieurs années. En 1944, il reçut un doctorat honorifique en musique de l'Université de Montréal.
Bourdon est décédé à New York le 24 avril 1961.